# Gryazi
Gryazi é uma cidade em Oblast de Lipetsk, na Rússia, localizado no rio Matyra (tributário esquerdo do Voronezh) 30 quilômetros ao sudeste de Lipetsk. População: 47.478 (Censo de 2002); 47.458 (Censo de 1989).
Ela foi fundada na segunda metade do século XIX como um acentamento ao redor da estação ferroviária Gryazi, no qual, foi inaugurada em 1868. Gryazi ganhou o nível de cidade em 1938.